# 10413 Pansecchi
10413 Pansecchi è un asteroide della fascia principale. Scoperto nel 1997, presenta un'orbita caratterizzata da un semiasse maggiore pari a 3,0413978 UA e da un'eccentricità di 0,0820943, inclinata di 8,99972° rispetto all'eclittica.
L'asteroide è dedicato all'astronomo italiano Luigi Pansecchi.